# 헬프 (소설)
《헬프》(영어: The Help)는 캐서린 스토킷의 소설로, 2011년 동명의 이름으로 영화화되었다.

## 같이 보기
- 가장 많이 팔린 책 목록